# Claíomh Solais
La Claíomh Solais, nota anche come la Spada di Luce, è un'arma leggendaria della mitologia irlandese. Originaria della città di Gorias, appartiene a Nuada Airgeadlámh, cioè Nuada dalla Mano d'Argento, capo dei Túatha Dé Danann e re d'Irlanda. Nel mito è una spada che brilla splendente, da cui il nome. Invincibile in battaglia, aveva il potere di tagliare un corpo in due.
Era uno dei quattro tesori che i Túatha Dé Danann portano in Irlanda, assieme alla Lancia di Lúg, al Calderone del Dagda e alla Pietra del Destino (Lia Fáil).